# Harold M. Skeels
Harold Manville Skeels (* 8. März 1901 in Denver; † 1970) war ein US-amerikanischer Psychologe. Er beschäftigte sich bei seinen Forschungen vor allem mit der Erforschung der menschlichen Intelligenz.

## Wissenschaftliche Arbeit

### Forschungen über den Werdegang von Heimkindern
Unter der Leitung von Skeels wurde 1940 untersucht, wie sich das Aufwachsen in Heimen auf die kindliche Entwicklung auswirkt. Skeels beschrieb die Umgebung im Waisenhaus als sauber, aber unemotional. Die Kinder wurden versorgt, gewaschen und gefüttert, aber niemand schenkte ihnen emotionale Hingabe. Skeels konnte feststellen, dass die Kinder im Waisenhaus im Durchschnitt einen sehr niedrigen Intelligenzquotienten hatten. Viele waren als geistig behindert zu bezeichnen.
Durch Zufall konnte Skeels eine interessante Beobachtung machen. Zwei Mädchen (13 und 16 Monate alt), die in dem Waisenhaus lebten, wurden als unheilbar geistig behindert diagnostiziert. Um Kosten zu sparen, wurden sie in ein Heim für geistig behinderte Frauen überwiesen. Dort passierte etwas Bemerkenswertes. Die beiden Mädchen entwickelten sich sehr positiv. Nach sechs Monaten waren sie altersgemäß entwickelt und es war kein Zeichen einer geistigen Behinderung mehr festzustellen.
Als Grund dafür vermutete Skeels die Zuwendung durch die geistig behinderten Frauen. Er nahm an, dass auch andere „schwachsinnige“ Heimkinder auf diese Art und Weise heilbar wären.
Aufgrund dieser Vermutung wagte Skeels einen Versuch. 13 weitere geistig behinderte Kinder (Durchschnitts-IQ: 64) wurden in das Heim für die geistig behinderten Frauen überwiesen. Dort brachten die Frauen ihnen viel Zuwendung entgegen. Diese Experimentalgruppe wurde mit einer Kontrollgruppe verglichen. Die Kinder der Kontrollgruppe blieben im Heim. Anfangs hatten sie einen höheren IQ als die Kinder Experimentalgruppe.
| Veränderungen des IQ | Veränderungen des IQ       | Veränderungen des IQ |
| Gruppe | IQ vor Beginn des Versuchs | IQ nach zwei Jahren  |
| --- | -------------------------- | -------------------- |
| Experimentalgruppe | 64                         | 92                   |
| Kontrollgruppe | 87                         | 61                   |
| Skeels, Harold (1942): A Study of the Effects of Differential Stimulation on Mentally Retarded Children.in: American Journal of Mental Defiency, 66 |                            |                      |

Im Erwachsenenalter wurden Personen aus beiden Gruppe miteinander verglichen. Personen aus der Experimentalgruppe wiesen einen durchschnittlichen IQ auf. Sie konnten als gut in das gesellschaftliche Leben integriert betrachtet werden. Unter ihnen konnte kein delinquentes Verhalten festgestellt werden und sie waren psychiatrisch unauffällig. Sie gingen fast alle einer beruflichen Tätigkeit nach und waren verheiratet. Sie waren als Mitglieder der Mittel- oder Arbeiterschicht zu betrachten. Ihre eigenen Kinder waren normalintelligent.
Ganz anders sah es in der Kontrollgruppe aus. Vier der zwölf Personen aus der Kontrollgruppe lebten in Heimen (drei in Heimen für psychisch Kranke, einer in einem Heim für unheilbar geistig Behinderte), die anderen waren Gelegenheitsarbeiter und bezogen immer wieder Unterstützung vom Staat. Sie waren als Mitglieder der Unterschicht zu betrachten. Nur ein Mann war eine Ausnahme. Er war verheiratet und ging einer Tätigkeit im technischen Bereich nach. Dieser Mann ist als resilient zu bezeichnen.

### Forschungen über die Erblichkeit von Intelligenz
Außerdem stelle Skeels Forschungen an, um festzustellen, ob Intelligenz erblich ist. Skeels kam zu dem Ergebnis, dass die Umwelt eine große Rolle spielt. Über die Rolle der Gene war er sich nicht sicher. Zwar ließ sich eindeutig feststellen, dass Kinder intelligenter leiblicher Mütter selbst auch intelligenter waren als Kinder geistig behinderter leiblicher Mütter. Doch entsprach es damals der amerikanischen Adoptionspraxis, die Kinder intelligenter Mütter in die reichsten Familien zu vermitteln. Lewontin griff die Arbeiten von Skeels wieder auf und sagte es sei durch diese Arbeiten bewiesen, dass die Umwelt die Hauptrolle spiele.